# Jeffrey Schlupp
Jeffrey Schlupp (Hamburgo, 23 de dezembro de 1992) é um futebolista ganês nascido na Alemanha que atua como lateral-esquerdo. Atualmente joga no Norwich City. Havia começado sua carreira como atacante.
Schlupp é conhecido por seu porte atlético e capacidade de ditar o ritmo da partida, tornando-o uma opção versátil em qualquer lugar da porção esquerda do campo. Seu antigo companheiro de equipe, Andrej Kramaric constatou que ''nunca havia visto e jogado com alguém como Schlupp e que sua velocidade e estamina eram impressionantes''
Nasceu em 23 de dezembro de 1992, na cidade de Hamburgo, Alemanha. Possui pais ganeses e viveu boa parte de sua juventude na Inglaterra até se mudarem.

## Carreira em clubes

### Leicester City
Sendo produto da academia dos Foxes, estreou no time na temporada 2010-11 na derrota por 3-2 ao Norwich City em 8 de março de 2011 quando Sven-Goran Eriksson era técnico. Foi emprestado ao Brentford até o fim da temporada aonde marcou gols importantes contra Carlisle United (2 gols na vitória por 2-1) e Sheffield Wednesday (1 gol na vitória por 3-1) .
Na temporada 2011-12, marcou 3 vezes contra o Rotherdam United na 1ª fase da Copa da Liga Inglesa. Fez ainda um gol contra o Derby County na vitória por 4-0 e o 4000º gol do Leicester City em casa contra o Birmingham, num duelo da Championship League. Findou a temporada com seis gols em 26 jogos.
Na temporada 2012-13 fez testes no Manchester United, sendo aproveitado em dois jogos pelo time sub-21. Ao voltar para os Foxes, ajudou seu time no final do campeonato da 2ª divisão com 3 gols. Em 2013-14, marcou na vitória por 3-1 contra o Millwall em partida que ocorreu no Ano Novo.
Debutou na Premier League em 2014-15 com um gol no empate em 2-2 contra o Burnley. Fez mais dois gols ainda na liga, um na derrota para o Queens Park Rangers por 2-3 e no empate em 2-2 contra o Liverpool. 
Na temporada de 2015-16 começara a maioria das partidas no banco de reservas, sendo aproveitado no miolo do meio-campo à medida que a Premier League avançava. Marcou na vitória fora de casa das Raposas contra o Norwich por 2-1. Foi denominado pela 2ª vez consecutiva como o Young Player of the Year pelo seu clube, desbancando Demarai Gray e Ben Chilwell. 

### Crystal Palace
Após apenas quatro aparições na temporada 2016-17 pelo Leicester City, foi negociado com o clube londrino por £12 milhões em 13 de janeiro de 2017. Sua primeira partida pelo clube se deu justamente na derrota por 3-0 para o West Ham. Schlupp marcou o primeiro gol do Crystal Palace na temporada 2017-18 contra o Fulham, na vitória de 2-0 fora de casa no dia 11 de agosto de 2018.
Sua 200ª partida pelo Palace se deu no dia 2 de abril de 2024, na derrota por 1-0 para o Bournemouth. No dia 27 de abril, aos 87 minutos de jogo, anotou um golaço no empate contra o Fulham.

## Carreira Internacional

### Seleção de Gana
Marcou seu primeiro gol, em 14 de junho de 2015, na vitória por 7-1 sobre as Ilhas Maurício nas qualificatórias para a Copa das Nações Africanas.

## Títulos
Leicester City
- Football League Championship: 2013–14
- Premier League: 2015–16

Brentford
- Football League Trophy Runner-up: 2010–11

Celtic
- Campeonato Escocês: 2024–25

### Individual
- Leicester City Academy Player of the Year: 2010–11
- Leicester City Young Player of the Year: 2014–15 e 2015–16
- Leicester City Players' Player of the Year: 2014–15